# Дунаев, Тамерлан
Тамерла́н Дуна́ев (род. 11 июня 1996) — бельгийский дзюдоист чеченского происхождения, чемпион и призёр чемпионатов Бельгии. Чемпион и призёр чемпионатов Бельгии среди кадетов, призёр Кубков Европы среди кадетов, чемпион Бельгии среди юниоров 2014 года. Выступает в тяжёлой весовой категории. В 2014 и 2015 годах становился бронзовым призёром чемпионатов Бельгии. В 2017 году завоевал серебро национального чемпионата, а на следующий год стал чемпионом страны.

## Спортивные результаты
- Этап Кубка Европы по дзюдо среди кадетов 2012 года, Теплице — ;
- Этап Кубка Европы по дзюдо среди кадетов 2012 года, Берлин — ;
- Первенство Бельгии по дзюдо среди кадетов 2011 года — ;
- Первенство Бельгии по дзюдо среди кадетов 2012 года — ;
- Первенство Бельгии по дзюдо среди кадетов 2013 года — ;
- Первенство Бельгии по дзюдо среди юниоров 2014 года — ;
- Чемпионат Бельгии по дзюдо 2014 года — ;
- Чемпионат Бельгии по дзюдо 2015 года — ;
- Первенство Бельгии по дзюдо среди юниоров 2016 года — ;
- Чемпионат Бельгии по дзюдо 2017 года — ;
- Чемпионат Бельгии по дзюдо 2018 года — ;